# Edo Murić
Edo Murić (nacido el 27 de noviembre de 1991 en Liubliana, Eslovenia) es un jugador de baloncesto esloveno que forma parte de la plantilla del Força Lleida CE de la liga ACB. Con 2.02 metros de estatura, juega en la posición de ala-pívot. Es campeón del Eurobasket 2017 con Eslovenia.

## Trayectoria
Murić comenzó a jugar baloncesto para el equipo Parklji, con sede en Liubliana. En la temporada 2008-09 fue cedido al TCG Mercator por una temporada. En la temporada 2009-10 regresó a Parklji, donde permaneció hasta el verano de 2010.
En 2010, Murić firmó un contrato con el KK Krka Novo Mesto, con el que ganó el FIBA EuroChallenge ganando 83-77 en la final al Lokomotiv Kuban. En su estancia durante cuatro temporadas en el Krka, logró la Copa de Baloncesto de Eslovenia y cuatro veces la Liga de Eslovenia. 
En 2014, jugó la Liga de Verano de la NBA con los Atlanta Hawks. El 12 de julio de 2014, Murić jugó su primer partido en la NBA Summer League, contra los Washington Wizards y anotó 4 puntos en 5 minutos en la cancha. Un día después, Edo Murić jugó su mejor partido en la NBA Summer League contra la NBA D-League Select, donde anotó 4 puntos y 4 rebotes.
El 11 de septiembre de 2014, Murić firmó un contrato de tres años con el equipo serbio del KK Partizan.
El 30 de julio de 2016, Murić firmó con el club turco del Bandırma Banvit para la temporada 2016-17.
El 13 de septiembre de 2017, Murić firmó un contrato con el Anadolu Efes S.K., pero el 16 de diciembre de 2017 causó baja en el conjunto turco.
El 30 de diciembre de 2017, Murić firmó con el club polaco del Stelmet Zielona Góra por el resto de la temporada 2017-18. 
El 16 de diciembre de 2018, Murić firmó con el KK Cedevita por el resto de la temporada 2018-19.
El 8 de julio de 2019, Murić firmó un contrato de dos años con el club esloveno del KK Cedevita Olimpija, con el que disputaría cinco temporadas.
El 20 de septiembre de 2024 fichó por el Força Lleida CE de la liga ACB.

## Selección nacional
En verano de 2021, fue parte de la selección absoluta eslovena que participó en los Juegos Olímpicos de Tokio 2020, que quedó en cuarto lugar.
En septiembre de 2022 disputó con el combinado absoluto esloveno el EuroBasket 2022, finalizando en sexta posición.

## Palmarés
- Liga de Eslovenia: 4

KK Krka Novo Mesto: 2010-11, 2011-12, 2012-13, 2013-14
- Copa de Eslovenia: 1

KK Krka Novo Mesto:  2014
- Supercopa de Eslovenia: 3

KK Krka Novo Mesto:  2010, 2011, 2012
- Copa de Turquía: 1

Bandırma Banvit: 2017
- EuroChallenge: 1

KK Krka Novo Mesto: 2010-11